# Иваниш Бериславић
Иваниш Бериславић (лат. Joannes Berizlo; ум. 1514) био је славонски великаш, српски деспот од 1504. до 1514. године и јајачки бан (у два наврата). Истакао се у борбама против Турака у Босни.
После смрти деспота Јована Бранковића (1502), Иваниш се оженио његовом супругом Јеленом Јакшић, те је од угарског краља добио титулу деспота Србије (1504). Деспот Иваниш је постао заштитник православне цркве у Угарској, а у повељама се потписивао по „милости Божијеју деспот српски“. На исправама деспота Ивана (Иваниша) је на печатима сачуван грб, на чијем се штиту налазио двоглави орао. Сличан орао се јављао и на печатима других српских деспота. Његов син, Стефан Бериславић је носио титулу српског деспота све до своје погибије у борби са Турцима 1535. године. Пре и за време турске владавине у Славонији, данашњи Славонски Брод је називан Деспот Брод по српским титуларним деспотима Ивану и Стефану Бериславићу, који су ту имали своје поседе.
Деспот Иваниш је од мађарског краља добио некадашње поседе деспота Јована, које је угарска влада после Јованове смрти конфисковала. Резиденција деспота Иваниша је био град Купиник у Срему. Поред деспотске титуле, Иваниш је постао и бан Јајачке бановине (1511), са обавезом да чува јужне границе Угарске и поверени му народ. Поред Купиника, деспот је имао седиште и у граду Броду на Сави, из кога је надгледао деспотске градове по Срему и Славонији, као и Јајачку бановину.
Пошто је служба на две стране била напорна, деспот је почетком 1513. године молио мађарског краља да га разреши дужности јајачког бана, што је краљ и учинио. Деспот Иваниш је умро 1514. године, а после тога се његова супруга, деспотица Јелена, помиње као господарица деспотских чета.
Године 1521, турска војска је кренула да освоји Шабац. Пошто се Купиник, резиденција деспотице Јелене, налазио у близини Шапца, деспотица пошаље једног човека Турцима, да јави како ће се покорити султану. Султан пристане да јој поштеди земљу. Ради тачнијег споразума, пошаље султан у Купиник једног тумача, али се деспотица, међутим, предомисли, па покупи своје ствари и побегне из Купиника у Угарску, а тумача пошаље као роба угарском краљу.
Кад султан сазна за ово, наложи Бали-бегу да заузме Купиник, а Мустафа паши да заузме остале градове у Срему. После заузимања Шапца, кренуо је султан на Земун и Београд, а успут је свратио у Купиник, да разгледа напуштене деспотске дворове. Бали-бег је у току септембра 1521. разорио и спалио многа места у Срему, као Сланкамен, Карловце, Петроварадин, Каменицу, Черевић и Митровицу. Народ се у страху спасавао бекством преко Дунава испред турских чета. Деспотица Јелена се склонила на славонске поседе фамилије Берислава.
Као српског деспота наследио га је син Стефан Бериславић.